# Fodros trombitagomba
A fodros trombitagomba (Pseudocraterellus undulatus) a rókagombafélék családjába tartozó, Eurázsiában és Észak-Amerikában honos, lomberdőkben élő, ehető gombafaj.

## Megjelenése
A fodros trombitagomba kalapja (nem igazi kalap, nem választható el egyértelműen a tönktől) 1-5   cm széles, tölcsér alakú, amelynek fala és széle szabálytalanul hullámos. Felszíne sugarasan ráncolt. Színe agyag- vagy szépiabarna.
A termőréteg a "kalap" alsó részén található, lefutó alakú, felszíne ráncos vagy eres. Színe szürkésbézs.
Húsa vékony, szívós. Íze és szaga kellemes.
Tönkje 3-8 cm magas és 0,3-0,8 cm vastag, alakja lefelé fokozatosan keskenyedő, lehet excentrikus és görbe is. Színe barnás-szürkés-sárgás. Egy tönkből akár három kalap is sarjadhat. 
Spórapora fehér. Spórája ovális, felszíne sima, mérete 9,5-11,5 x 7-8 µm.

### Hasonló fajok
A szintén ehető sötét trombitagombával lehet összetéveszteni, amely nagyobb és feketés színű. 

## Elterjedése és termőhelye
Európában, Észak-Ázsiában és Észak-Amerikában honos. Magyarországon nem gyakori.  
Savanyú talajú lomberdőkben, főleg bükkösökben él. Júniustól októberig terem.

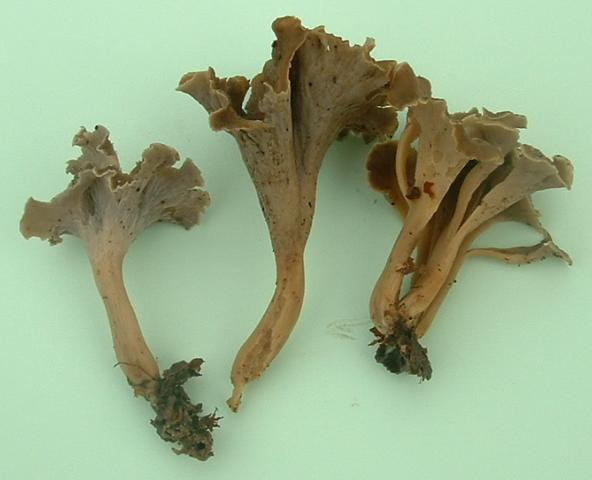
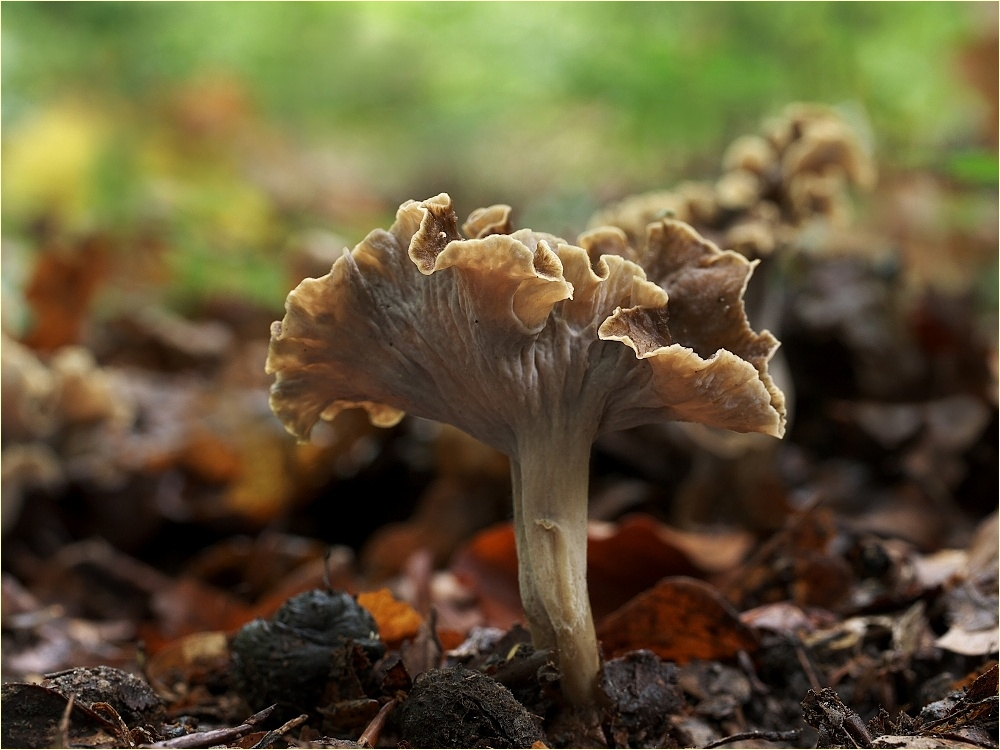
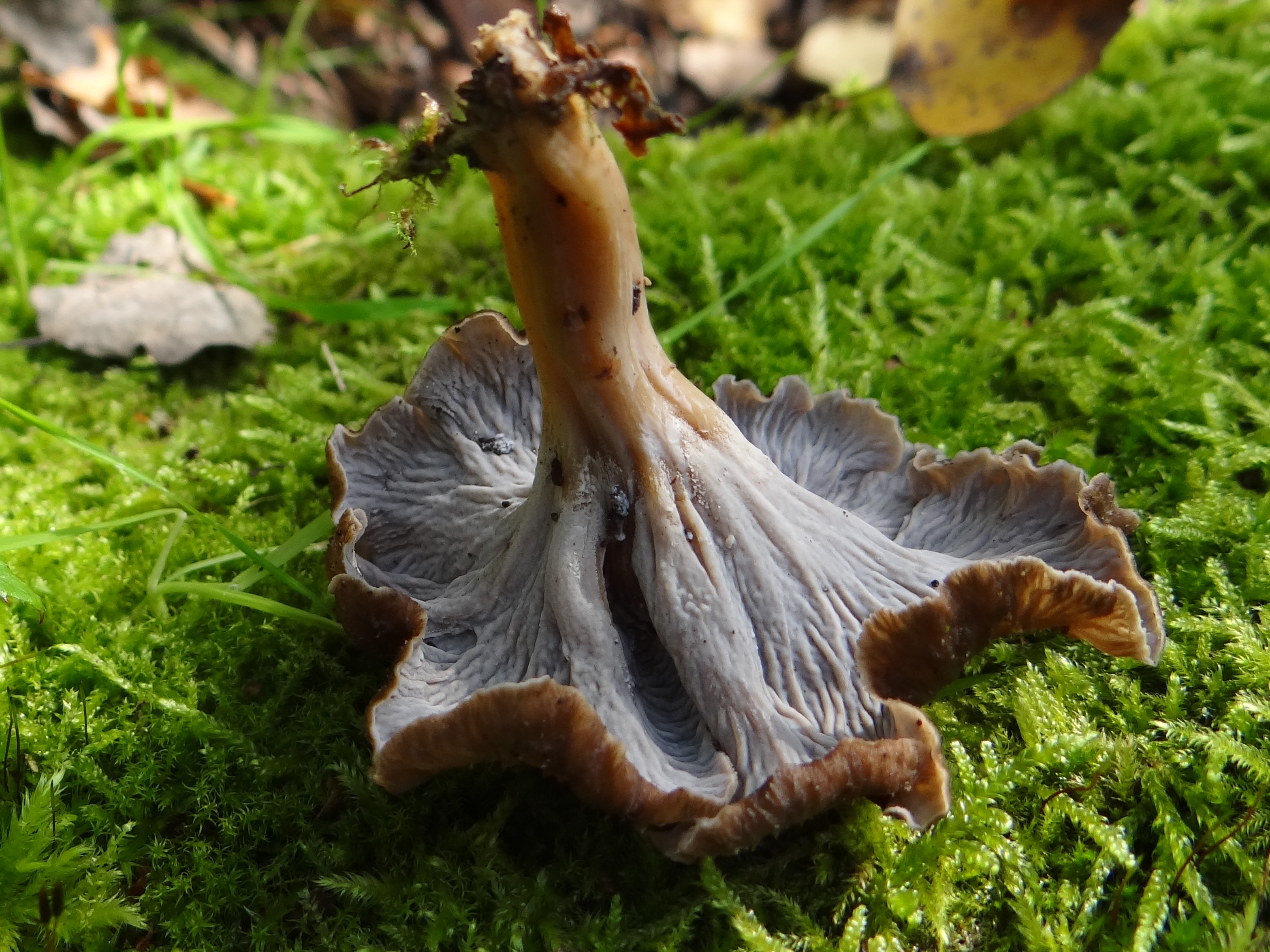
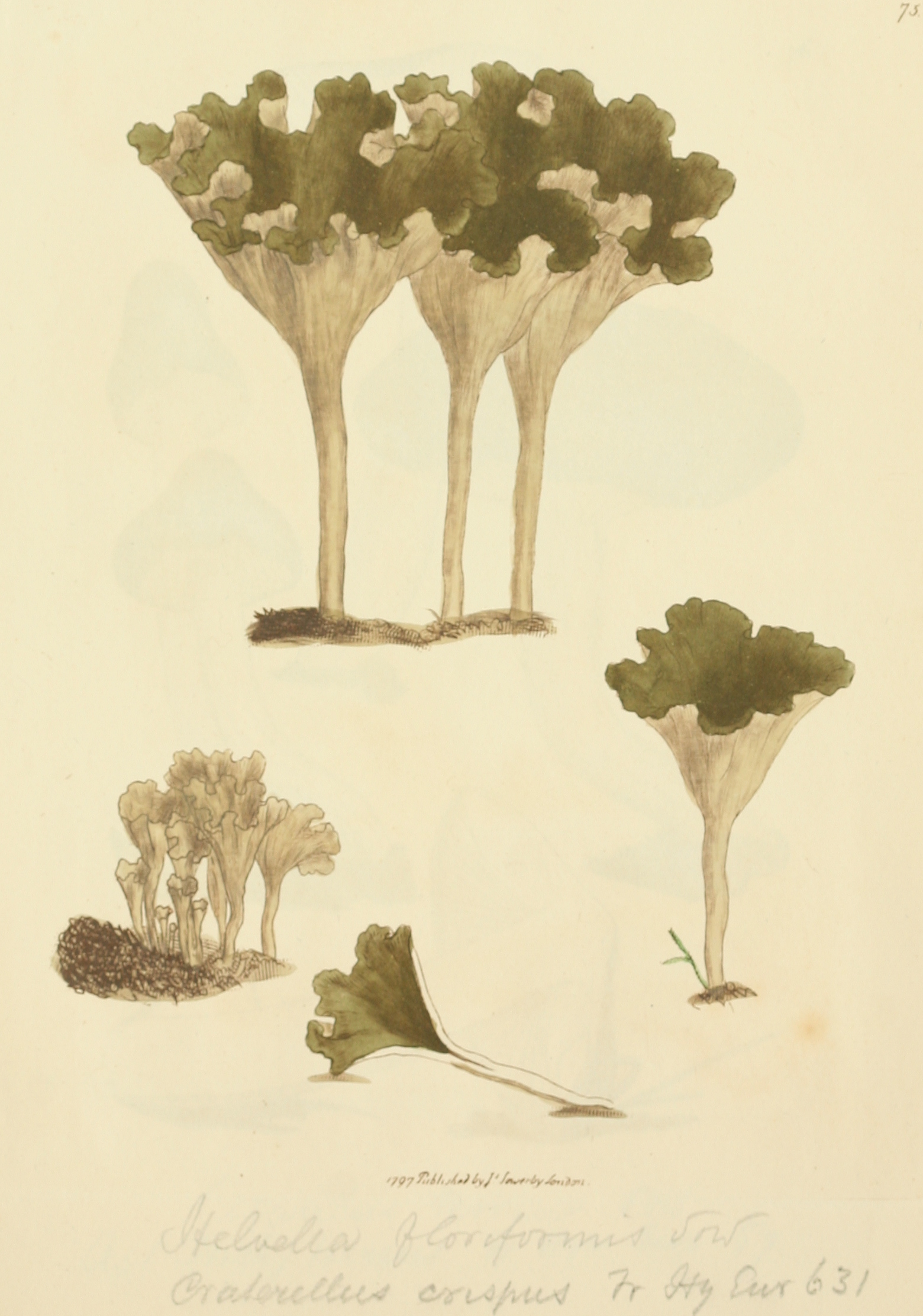

Ehető gomba. 